# Сесил, Браунлоу, 2-й маркиз Эксетер
Браунлоу Сесил, 2-й маркиз Эксетер (англ. Brownlow Cecil, 2nd Marquess of Exeter; 2 июля 1795 — 16 января 1867) — британский пэр, придворный и политик-тори. Он был известен ка лорд Бёрли с 1793 по 1804 год. Он занимал должность при графе Дерби в качестве лорда-камергера в 1852 году и лорда-стюарда в период с 1858 по 1859 год.

## Предыстория
Родился 2 июля 1795 года. Старший из выживших сыновей Генри Сесила, 1-го маркиза Эксетера (1754—1804), и его второй жены Сары (1773—1797), дочери Томаса Хоггинса. Его мать умерла незадолго до его второго дня рождения, и в 1804 году он унаследовал титул маркиза в возрасте восьми лет после смерти своего отца. Получил образование в Колледже Святого Иоанна
Увлеченный игрок в крикет, который был связан с крикетным клубом Мэрилебон (MCC), до своей политической карьеры он участвовал в первоклассном матче в 1817 году за W. XI Уорда против XI Э. Х. Бадда на Lord’s Cricket Ground. Он набрал 1 и 4 очка, но не вышел в матче.

## Политическая карьера
В составе правительства графа Дерби Браунлоу Сесил занимал должности камергера королевского двора (1852) и лорда-стюарда (1858—1859). Помимо своей политической карьеры он был также лорд-лейтенанта Ратленда с 1826 по 1867 год и Нортгемптоншира в 1842—1867 годах , а также являлся камергером стула принца-консорта Альберта в 1841 —1846 годах. Он был произведен в рыцари ордена Подвязки в 1827 году и принят в Тайный совет в 1841 году.

## Семья

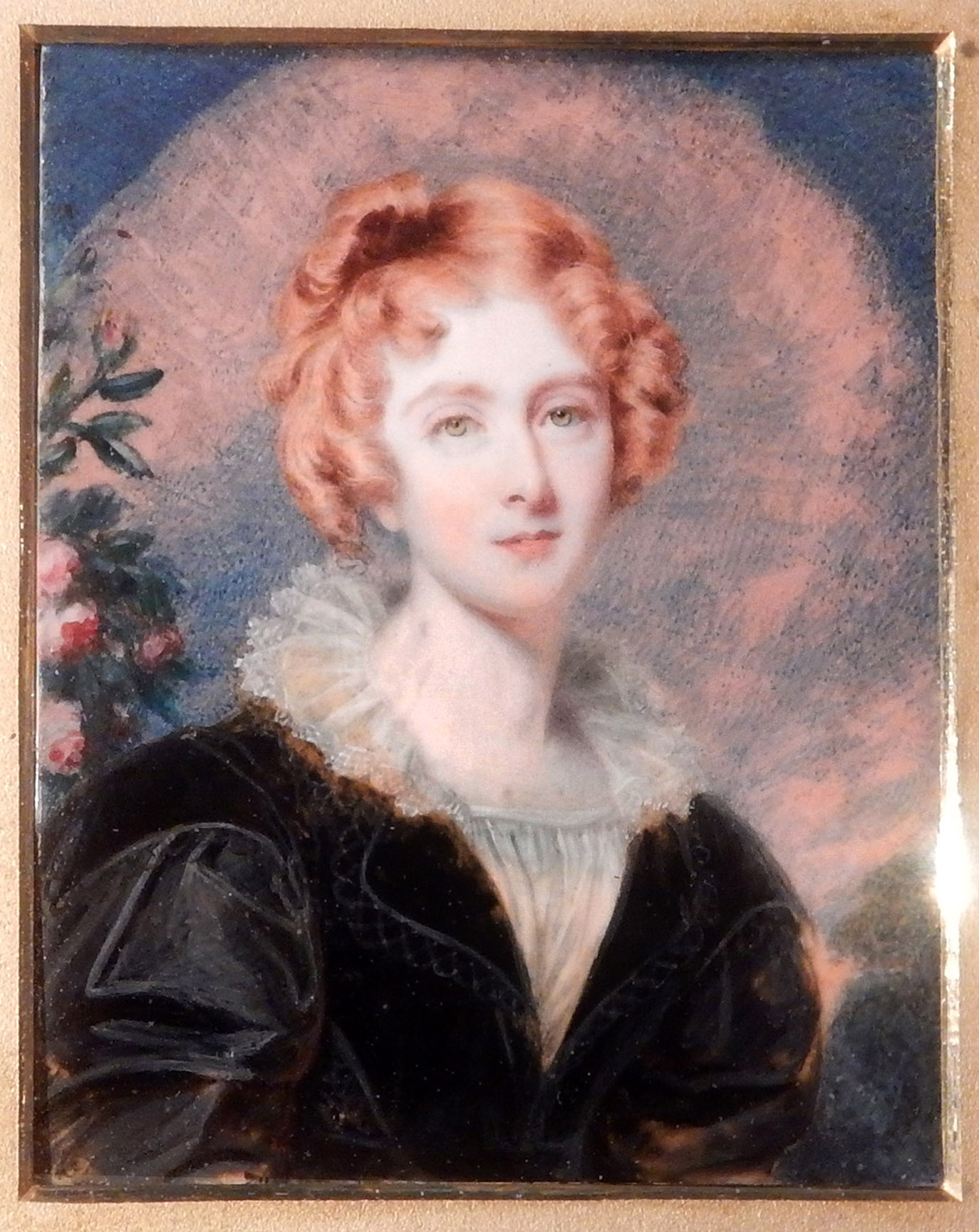
Миниатюра Изабеллы, маркизы Эксетер, работы Уильяма Джона Ньютона (1830). Хранится в коллекции Берли-хауса

12 мая 1824 года лорд Эксетер женился на Изабелле Пойнц (6 марта 1803 — 6 марта 1879), одной из двух дочерей политика Уильяма Стивена Пойнца (1770—1840), и Элизабет Мэри Браун (1767—1830). У них было семеро детей:
- Уильям Аллейн Сесил, 3-й маркиз Эксетер (30 апреля 1825 — 14 июля 1895), старший сын и преемник отца
- Полковник лорд Браунлоу Томас Монтегю Сесил (27 февраля 1827 — 22 мая 1905)
- Леди Мэри Фрэнсис Сесил (1832 — 27 июля 1917), с 1861 года замужем за Дадли Райдером, 3-м графом Харроуби (1831—1900)
- Коммандер лорд Эдвард Генри Сесил (1834—1862)
- Лорд Генри Пойнц Сесил (1837—1858)
- Лорд Адельберт Перси Сесил (1841—1889), член Плимутских братьев[12]
- Леди Виктория Сесил (6 ноября 1843 — 22 февраля 1932), с 1866 года замужем за Уильямом Чарльзом Эванс-Фриком, 8-м бароном Карбери (1812—1894).

Лорд Эксетер умер в январе 1867 года в возрасте 71 года, и его титулы унаследовал его старший сын Уильям. Маркиза Эксетер умерла в марте 1879 года в возрасте 76 лет.